# Ambach (Wiesbach)
Der Ambach ist ein etwa zweieinhalb Kilometer langer rechter Bach im Stadtgebiet von Kirchheimbolanden und später an dessen Grenze zur Ortsgemeinde Orbis, die beide zum rheinland-pfälzischen Donnersbergkreis gehören. Nach etwa nördlichem Lauf mündet er von rechts in den oberen Wiesbach.

## Geographie

### Verlauf
Der Ambach entspringt auf etwa 360 m ü. NHN in der Waldgemarkung von Kirchheimbolanden nördlich des Kuhkopfs und fließt beständig etwa in Richtung Norden. In der Waldlichtung um den rechts am Ufer stehenden Kirchheimbolandener Wohnplatz Ambach durchfließt er das Landschaftsschutzgebiet Ambachtal mit Weiher, das auch ein Stück Untertal des dort nach etwa einem Kilometer von links zumündenden Bachs vom Hermannskopf umfasst. Kurz nach dem Ort Ambach nimmt er von rechts den Bach am Pfalzkopf auf und wenig danach ebenfalls von rechts den Sioner Bach. Dort läuft er nun schon eine Weile nahe der Stadtgrenze von Kirchheimbolanden zur Ortsgemeinde Orbis im Osten, die ihm meist etwas linksseits bis zur Mündung folgt, und auch die aus dem Seitental abgestiegene L 399 begleitet ihn forthin am linken Ufer. In wieder engerem Tal durchfließt er einen unter 0,2 km langen, länglichen Teich. Wenig östlich des Rothenkircherhofes von Kirchheimbolanden mündet er auf etwa 276 m ü. NHN von rechts in den an diesem Gehöft vorbei sich nähernden Wiesbach, der danach in nördlicher Richtung abknickt und auf Oberwiesen zufließt.
Der Ambach mündet nach einem 2,5 km langen Lauf mit mittlerem Sohlgefälle von etwa 34 ‰ rund 84 Höhenmeter unterhalb seines Ursprungs.

### Einzugsgebiet
Der Ambach entwässert ein etwa 3,9 km² großes Teilgebiet des Naturraums Bürgerwald, ein Teilraum des Donnersbergmassivs im Nordpfälzer Bergland. Im Einzugsgebiet steht überwiegend Wald, offen sind nur Teile der rechten Randhöhe des Tales und Auenlichtungen geringer Fläche. Sein mit rund 430 m ü. NN höchster Punkt ist der Gipfel des Kuhkopfs an der südlichen Wasserscheide. Anteil am Gebiet haben nur die genannten Anrainerkommunen, einen großen die Stadt Kirchheimbolanden mit dem einzigen Siedlungsplatz Ambach darin, einen kleinen die Gemeinde Orbis.
Reihum grenzen die Einzugsgebiete der folgenden Nachbargewässer an:
- Im Süden fließt jenseits des Kuhkopfs der Gutleutbach ostwärts zum Leiselsbach, der über die Pfrimm in den Oberrhein mündet;
- die nordwestliche Wasserscheide trennt vom oberen Einzugsgebiet des aufnehmenden Wiesbachs;
- im Nordosten konkurriert ein kleinerer abwärtiger Zufluss des Wiesbachs;
- im Osten liegt das Quellgebiet des Schäfergrabens, eines hohen Zuflusses des Leiselsbachs und
- im Südosten entspringt der Leiselsbach selbst.

### Zuflüsse
- Bach vom Hermannskopf, (links), 0,8 km, 0,90 km²
- Bach am Pfalzkopf, (rechts), 0,64 km, 0,33 km²
- Sioner Bach (rechts), 0,5 km, 0,56 km²